# Poniemuń (rejon jurborski)
Poniemuń (lit. Panemunė) – wieś na Litwie, położona w okręgu tauroskim, rejonie jurborskim, w gminie Skirstymon. Wieś leży kilka kilometrów na północ od Niemna i od renesansowego Zamku Giełgudów, również znanego pod nazwą Poniemuń.